# Burning the Witches
Burning the Witches è primo album in studio del gruppo musicale heavy metal tedesco Warlock, pubblicato nel 1984 dalle etichette discografiche Mausoleum Records e Vertigo Records.

## Il disco
Il disco venne realizzato a seguito di un demo che fruttò alla band un contratto con la Mausoleum Records per la pubblicazione di questo album d'esordio. Burning the Witches riscosse un buon successo, al punto da essere nuovamente edito dalla più nota Vertigo Records, la quale diede alle stampe anche i successivi lavori del gruppo.
Si tratta inoltre del primo album registrato dalla cantante Doro Pesch, che in precedenza militò negli Snakebite senza però realizzare alcun disco. Il disco, originariamente uscito in vinile e su nastro, venne in seguito pubblicato come CD dalla stessa Vertigo Records e dalla Mercury Records, entrambe facenti capo alla holding PolyGram.

## Tracce
1. Signs of Satan – 3:13 (Graf)
2. After the Bomb – 3:50 (testo: Graf – musica: Szigeti)
3. Dark Fade – 4:07 (testo: Pesch – musica: Szigeti)
4. Homicide Rocker – 3:12 (Graf)
5. Without You – 5:25 (testo: Pesch – musica: Szigeti)
6. Metal Racer – 3:42 (Graf)
7. Burning the Witches – 4:17 (Graf)
8. Hateful Guy – 3:41 (testo: Pesch – musica: Graf)
9. Holding Me – 4:07 (testo: Pesch – musica: Szigeti)

## Formazione
- Doro Pesch - voce
- Rudy Graf - chitarra
- Peter Szigeti - chitarra
- Frank Rittel - basso
- Michael Eurich - batteria